# Le château de sable
Le château de sable é um filme de animação em curta-metragem canadense de 1977 dirigido e escrito por Co Hoedeman. Venceu o Oscar de melhor curta-metragem de animação na edição de 1978.